# Los Arcos (Puerto Vallarta)

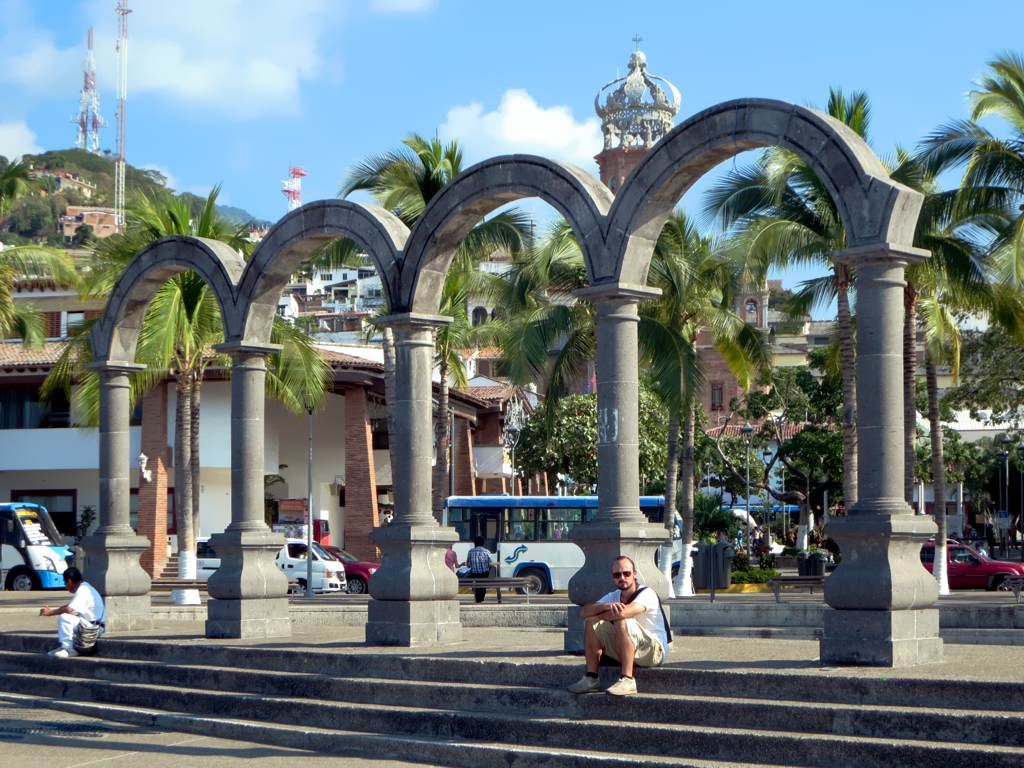
Los Arcos

Los Arcos es un anfiteatro en el Malecón en Puerto Vallarta, en el estado mexicano de Jalisco. Allí se llevan a cabo espectáculos gratuitos, festivales musicales y espectáculos de danza folklórica. También es utilizado para eventos políticos.
El punto focal son 4 arcos de piedra decorativos, a veces llamados Los Arcos del Malecón, los cuales han sido descritos como "casi tan reconocibles en todo el mundo" como El niño en el caballito de mar. Traídos desde una hacienda a las afueras de la ciudad de Guadalajara en 1970, con motivo de una cumbre entre los presidentes de México y Estados Unidos (Gustavo Díaz Ordaz y Richard Nixon, respectivamente), fueron destruidos en 2002 por el huracán Kenna. Una réplica fue donada por el gobierno municipal de Zapopan, quienes ordenaron su reconstrucción al escultor Martín Distancia. La reconstrucción fue completada en diciembre de 2002.